# Komáromi Tibor (birkózó)
Komáromi Tibor (Budapest, 1964. augusztus 15. –) háromszoros világbajnok, olimpiai ezüstérmes, Európa-bajnok birkózó, később szövetségi kapitány, majd szövetségi szakmai alelnök.

## Birkózó pályafutása
1973-tól az FTC (Ferencvárosi Torna Club) birkózója volt. A kötöttfogású birkózás 82 és 90 kg-os súlycsoportjában versenyzett. Pályafutása első felnőtt Európa-bajnokságán 1984-ben, Svédországban vett részt, ahol a 7. helyen végzett, ám a következő két évben mindkétszer döntőbe jutott. 1985-ben Eb-ezüstöt, majd 1986-ban Európa-bajnoki címét a budapesti világbajnokságon szerzett aranyérmével fejelte meg. 1987-ben a franciaországi Clermont-Ferrandban megvédte világbajnoki címét (az Eb-n bronzérmes lett), majd az 1988-as szöuli olimpián a 82 kilogrammosok között csak a szovjet színeket képviselő Mamiasvili tudta legyőzni őt a döntőben, így ezüstérmet szerzett. Az olimpiát követő évben rendezett világbajnoki döntőben azonban visszaadta Mamiasvilinek a szöuli vereséget, így a svájci Martignyban harmadik világbajnoki címét is megszerezte. Ezt követően három Eb-bronzot (1990, 1991, 1992) is begyűjtött, majd a barcelonai olimpián a 90 kilogrammosok között lett 11. helyezett. Komáromi pályafutása során a Ferencváros színeiben tízszer nyert egyéni magyar bajnoki címet, hétszer a 82 kg-ban (1983, 1984, 1985, 1986, 1987, 1989, 1994) és háromszor a 90 kg-ban (1990, 1991, 1992). Míg országos csapatbajnokságokon négyszer (vegyes fogásnemben: 1991, kötöttfogásban: 1985, 1987, 1988) akasztottak aranyérmet a nyakába. Aktív sportpályafutását 1994-ben fejezte be, majd edzőként maradt a birkózásban. 1994-től 1996-ig, majd 2001-től 2006-ig volt a felnőtt kötöttfogású válogatott szövetségi kapitánya, így az ő nevéhez is fűződik a birkózó sport utolsó olimpiai bajnoki címe, amit Majoros István szerzett 2004-ben, az athéni olimpia kötöttfogású 55 kilogrammosai között. 2015. január 31-én a Magyar Birkózó Szövetség szakmai elnökének választották meg.
- Versenyszám:	kötöttfogás 82, 90 kg
- Klub:		FTC
- Edző:		Szőnyi János

## Szerzett érmek
Magyarország színeiben
Olimpiai játékok
- ezüst	1988, Szöul		kötöttfogás, 82 kg

Világbajnokság
- arany	1986, Budapest	kötöttfogás, 82 kg
- arany	1987,  Clermont-Ferrand	kötöttfogás, 82 kg
- arany	1989, Martigny	kötöttfogás, 82 kg

Európa-bajnokság
- ezüst	1985, Lipcse		kötöttfogás, 82 kg
- arany	1986, Pireusz		kötöttfogás, 82 kg
- bronz	1987, Tampere	        kötöttfogás, 82 kg
- ezüst	1988, Kolbotn		kötöttfogás, 82 kg
- bronz	1990, Poznan		kötöttfogás, 90 kg
- bronz	1991, Aschaffenburg	kötöttfogás, 90 kg
- bronz	1992, Koppenhága 	kötöttfogás, 90 kg

## Díjai, elismerései
- Mesteredző (2020)[1]
- Csik Ferenc-díj (2020)[2]

## Magánélete
2013 decemberében 74 éves édesanyja brutális rablógyilkosság áldozata lett.